# Petronilla Tanner

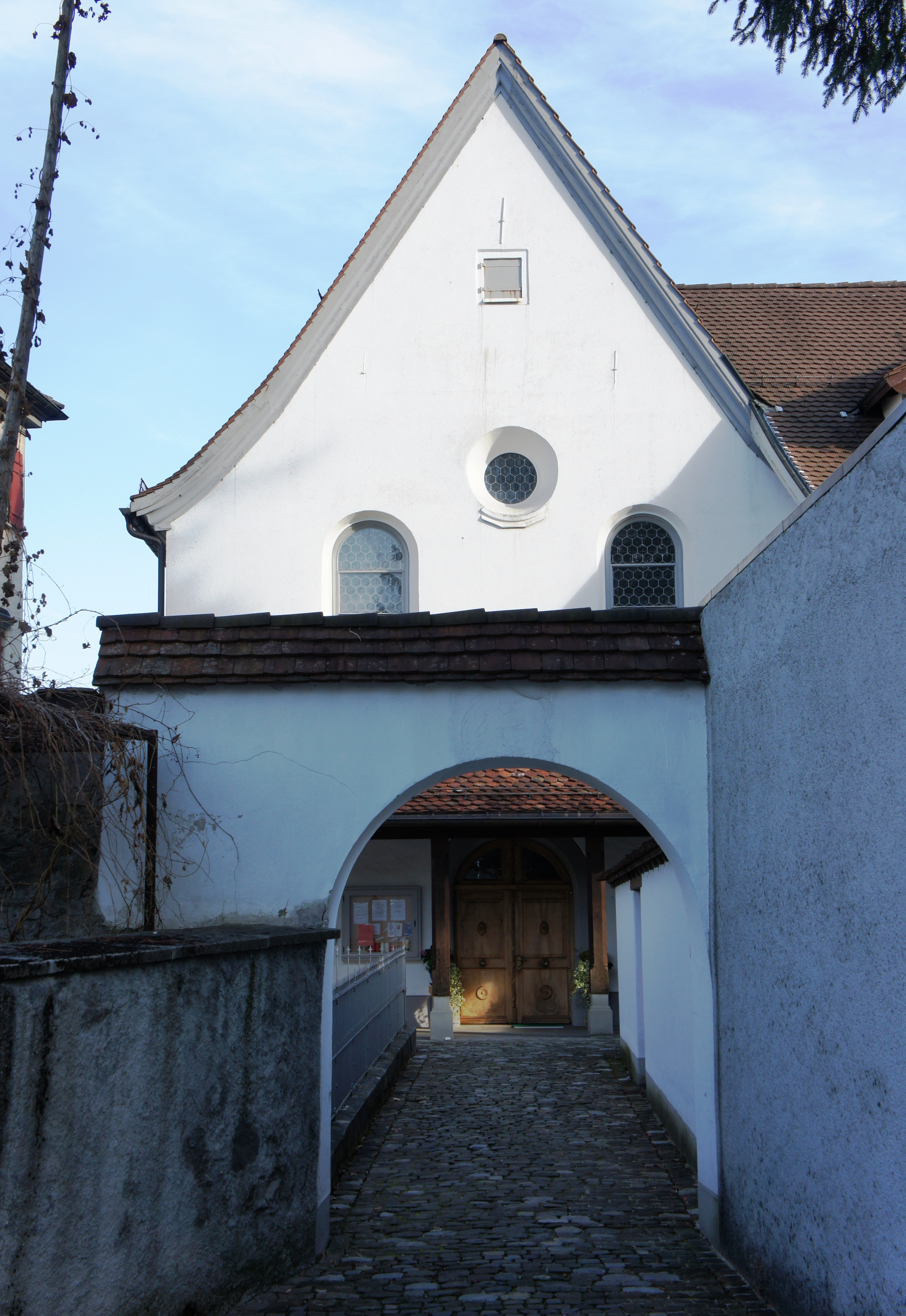
Kirche des Klosters Appenzell

Petronilla Tanner (getauft als Anna Tanner 5. Juni 1580 in Appenzell; heimatberechtigt ebenda; † 10. Oktober 1629 ebenda) war erste Frau Mutter des Kapuzinerinnenklosters Appenzell.

## Leben
Petronilla Tanner war die Tochter des Landschreibers Konrad Tanner und der Verena Schiess sowie Schwester des Freiburger Kapuziners Peter Tanner. Petronilla wurde Franziskanische Terziarin sowie Kapuzinerin und legte 1601 ihre Profess im Kloster Wonnenstein ab.
Tanner amtierte von 1603 bis 1612 als Vorsteherin im Waldschwesternhaus Hundtobel bei Mörschwil. Im Jahr 1613 wurde sie erste Frau Mutter des neu gegründeten Kapuzinerinnenkonvents Appenzell, der mit Schwestern aus den Klöstern Wonnenstein und Grimmenstein besiedelt wurde. Zunächst war dieser im sogenannten «Schloss» untergebracht. Die Klosterkirche im Stil der Spätrenaissance entstand in ihrer Amtszeit. Sie trat 1628 von ihrem Amt zurück und wirkte als Helfmutter bis zu ihrem Tod an der Pest.

## Belege
1. 1 2  Christian Schweizer: Petronilla Tanner. In: Historisches Lexikon der Schweiz.  22. September 2011.

| Personendaten    | Personendaten              |
| ---------------- | -------------------------- |
| NAME             | Tanner, Petronilla         |
| ALTERNATIVNAMEN  | Tanner, Anna (Geburtsname) |
| KURZBESCHREIBUNG | Appenzeller Kapuzinerin    |
| GEBURTSDATUM     | getauft 5. Juni 1580       |
| GEBURTSORT       | Appenzell                  |
| STERBEDATUM      | 10. Oktober 1629           |
| STERBEORT        | Appenzell                  |